# Георгиос Филипопулос
Георгиос Филипопулос, или Филипу или Паратирас (на гръцки: Γεώργιος Φιλιππόπουλος, Φιλίππου, Παραθυράς) е гръцки революционер, герой от Гръцката война за независимост.

## Биография
Георгиос Филипопулос е роден в халкидическото село Фурка в края на XVIII век. Участва в избухналото през март 1821 година Гръцкото въстание в Халкидика през март 1821 година. След неуспеха му заминава за Южна Гърция и продължава да участва във войната. През 1824 заминава за Псара като част от македонския гарнизон на острова, но не успяват да попречат на унищожаването на Псара. Оцелял на Псара, се връща в Южна Гърция, където през 1825 година е в четата на Манолис Олимпиос под общото ръководство на Хаджи Христо Българин. Пленен е след битка от османците и хвърлен в затвора за дълго време. След освобождаването си, се завръща в свободната гръцката държава и служи в граничната служба. Пенсионира се през 1845 година с чин сержант.